# آباده دو نیوا
آباده دو نیوا (به پرتغالی: Abade de Neiva) یک سکونتگاه مسکونی در پرتغال با جمعیت ۱٬۸۶۹ نفر است که در بارسلوس واقع شده‌است.